# Nintendo DS TV-mottagare

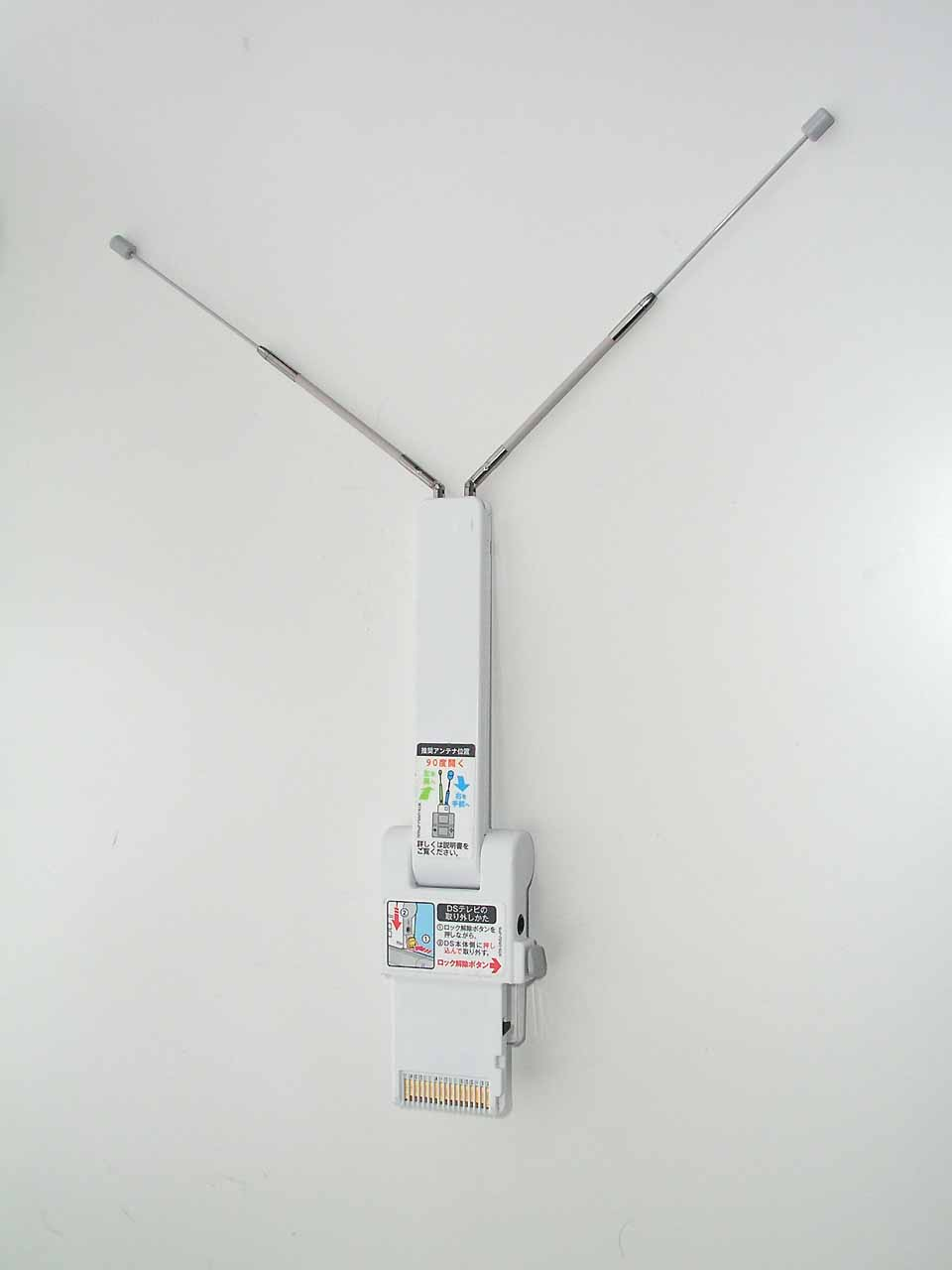
TV-mottagaren utfälld

Nintendo DS TV-mottagare är en Digital TV-mottagare till Nintendo DS som gör det möjligt att se sändningar avsedda för digital-tv i nätet 1seg i Japan. Tillbehöret lanserades i Japan juni 2006 och är inte planerat att bli tillgängligt på någon annan marknad.
Kanalväljning sköts via den undre pekskärmen medan den övre skärmen visar TV-sändningen.
Under en presskonferens den 15 februari 2006 i Tokyo visade Nintendo upp produkten för första gången. Då pluggades den in i facket för Game Boy Advance-spel, men slutprodukten körs via facket för DS-spel.